# 拓殖大学レスリング部
拓殖大学レスリング部（たくしょくだいがくれすりんぐぶ）は拓殖大学の学生によって構成されるレスリングチーム。全日本学生レスリング連盟、拓殖大学麗澤会体育局所属。
現在、部長は1988年ソウルオリンピック、1992年バルセロナオリンピック出場の西口茂樹が、監督は元総合格闘家で拓殖短期大学卒業生の須藤元気が務めている。

## 歴史
- 1938年、渡辺晶一郎が同好会として創部[1]。
- 1940年正式に部に昇格

## おもな出身者
- 高比良政利 - ローマオリンピック代表
- 中浦章 - 東京オリンピック代表
- 豊田雅俊 - アテネオリンピック代表
- 山口竜志 - 元プロレスラー
- 米満達弘 - ロンドンオリンピック代表66kg級金メダリスト
- 湯元進一 - ロンドンオリンピック代表55kg級銅メダリスト
- 高谷惣亮